# Lithocarpus elmerrillii
Lithocarpus elmerrillii Chun – gatunek roślin z rodziny bukowatych (Fagaceae Dumort.). Występuje naturalnie w południowych Chinach – na wyspie Hajnan. 

## Morfologia
PokrójZimozielone drzewo dorastające do 25 m wysokości.
LiścieBlaszka liściowa jest nieco skórzasta i ma podłużny lub eliptycznie odwrotnie jajowaty kształt. Mierzy 10–17 cm długości oraz 3–6 cm szerokości, jest całobrzega, ma stłumioną i zbiegającą po ogonku nasadę i spiczasty wierzchołek. Ogonek liściowy jest nagi i ma 20–25 mm długości.
OwoceOrzechy o kulistym kształcie, dorastają do 20–25 mm długości i 25–30 mm średnicy. Osadzone są pojedynczo w miseczkach w kształcie kubka, które mierzą 6–10 mm długości i 17–25 mm średnicy. Orzechy otulone są w miseczkach do 50–75% ich długości.

## Biologia i ekologia
Rośnie w wiecznie zielonych lasach. Występuje na wysokości od 500 do 800 m n.p.m. Owoce dojrzewają od września do października.